# Easington (East Riding of Yorkshire)
Easington è un villaggio sul Mare del Nord dell'Inghilterra nord-orientale, facente parte della contea inglese dell'East Riding of Yorkshire e situato nella penisola di Holderness. Conta una popolazione di circa 700 abitanti..

## Geografia fisica
Easington si trova nell'estremità meridionale della penisola di Holderness, poco a nord di Spurn Head e tra le località di Patrington e Kilnsea (rispettivamente a sud-est della prima e a nord della seconda), a circa 35 km. a sud-ovest da Kingston upon Hull.

## Società

### Evoluzione demografica
Al censimento del 2011, la parrocchia civile di Easington contava una popolazione pari a 691 abitanti, di cui 358 erano donne e 333 uomini.
La località ha conosciuto un lieve decremento demografico rispetto al 2001, quando la popolazione era pari a 698 abitanti (di cui 353 donne e 345 uomini).

## Monumenti e luoghi d'interesse

### Chiesa di Ognissanti
Principale edificio storico di Easington è la Chiesa di Ognissanti, eretta dai Normanni nel XII secolo ed ampliata nel XIII e XIV secolo.